# Steve Porcaro
Steven Maxwell Porcaro (Hartford, Connecticut, 2 september 1957) is een Amerikaanse zanger, songwriter en toetsenist. Hij is samen met z'n broer Jeff Porcaro en David Paich oprichter van de band Toto. Tot eind jaren 80 was hij de vaste toetsenist van de band, tot hij na het uitkomen van Fahrenheit de band verliet om zich meer op het schrijven en produceren te richten. Zo werkte hij onder andere samen met Michael Jackson en Jefferson Airplane.

## Biografie
Steve Porcaro werd als derde zoon van Joe Porcaro geboren. Broers Jeff en Mike waren respectievelijk drie en twee jaar ouder. Hij heeft ook een zus, Joleen Porcaro-Duddy, moeder van Chase en Paige Duddy, leden van de band XYLØ. Net als zijn broers begon ook Steve met drummen, gedoceerd door zijn vader, voordat hij zich ging richten op de piano. Voordat ze de band Toto oprichtten, werkten ze samen mee met Boz Scaggs, voornamelijk als studio-artiesten.
Op alle studioalbums van Toto tot en met 1987 schreef Steve op z'n minst één nummer per album, behalve voor Isolation uit 1984. Ook op een enkel nummer was hij de lead vocal, maar zette vooral zichzelf meer op de achtergrond. Schrijven deed hij volop, ook voor andere artiesten. Zo was bijvoorbeeld Rosanna van het album IV geïnspireerd door de relatie die Steve had met actrice Rosanna Arquette.
- Bibsys: 7063971
- Bibliothèque nationale de France: cb14217014n (data)
- CiNii: DA18021634
- Gemeinsame Normdatei: 134487354
- International Standard Name Identifier: 0000 0000 5732 1842
- Library of Congress Control Number: no2005017162
- MusicBrainz: 7d7944f5-b803-472b-a3e8-f507bc12156f
- Nationale Bibliotheek van Tsjechië: ola2002152358
- Nederlandse Thesaurus van Auteursnamen: 07075683X
- Réseau des bibliothèques de Suisse occidentale: 02-A012780737
- Système universitaire de documentation: 251295931
- Virtual International Authority File: 79642779
- WorldCat: E39PBJv4qhMHhBGJPXvRj8dG73